# فرخ‌شاه
فرخ‌شاه (انگلیسی: Farrukh Shah؛ – تاریخ ورودی نامعتبر است)، یکی از امیران ایوبی بعلبک بین سال‌های ۱۱۷۹ تا ۱۱۸۲ و نائب دمشق بود. وی برادرزاده صلاح‌الدین و برادر بزرگتر المظفر یکم عمر، امیر حمات، بود.
با مرگ پدرش در سال ۵۷۸، صلاح الدین امارت بعلبک را به او داد و پس از مرگ صلاح‌الدین و تقسیم شدن قلمرو ایوبی، بهرام‌شاه بعلبک را حفظ کرد و از آن پس ظاهراً همواره دست نشانده وفادار امیران ایوبی حاکم بر دمشق بوده‌است.
دوران امارت بهرام‌شاه در بعلبک، مقارن با جنگ‌های صلیبی بود؛ از این‌رو، او نیز گاه در کنار دیگر امیران ایوبی به پیکار برخاسته است.
در ۵۸۹ قمری/۱۱۹۳ میلادی پس از مرگ صلاح‌الدین، قلمرو ایوبیان (که پیش از آن میان پسران و دیگر افراد خاندان وی تقسیم شده بود) دچار مخاطره گردید؛ چه، هریک مدعی استقلال شدند و گاه سهمی بیش از حد مقرر می‌طلبیدند، و درعین حال از یکدیگر بیمناک بودند. از این‌رو، هر امیری می‌کوشید متحدانی برای خود دست و پا کند تا به هنگام ضرورت از او مدد خواهد. سرانجام، پس از درگیری‌های متعدد در ۵۹۰ قمری میان ملک عادل و برادرش ملک عزیز برای استقرار صلح و امنیت پیمانی منعقد شد که یکی از مفاد آن اعلام حمایت ملک امجد بهرام شاه و ملک مجاهد اسدالدین شیرکوه از ملک افضل حاکم دمشق بود. از این زمان، بهرام شاه بارها در کنار متحدان خود با مخالفان به نبرد پرداخت.